# Вахау
Вахау (нім. Wachau) — місцевість у Нижній Австрії, являє собою долину вздовж Дунаю, що розкинулася між містами Мельк та Кремс. Вахау розташована приблизно за 80 км на захід від Відня.
Долина Вахау внесена до списку об'єктів Світової спадщини ЮНЕСКО.

## Розташування
Вахау — це 30-кілометрова туристична і виноробна долина між містами Кремс та Мельк. Також у долині Вахау розташовані міста Шпіц, Дюрнштайн та село Вайсенкірхен.
Ландшафт долини утворений, з одного боку, Дунаєм і близькими до його берегів, кліматично сприятливими областями, а з іншого — прикордонними пагорбами лісового масиву Дункельштайнвальд (заввишки понад 900 м). Помірний клімат сприяв розвитку в долині виноробства і вирощуванню фруктів. Часті влітку сонячні дні з прохолодними ночами надають великого значення виробленому в долині вину. Серед фруктів найбільше значення мають вирощувані в Вахау абрикоси.

## Історія

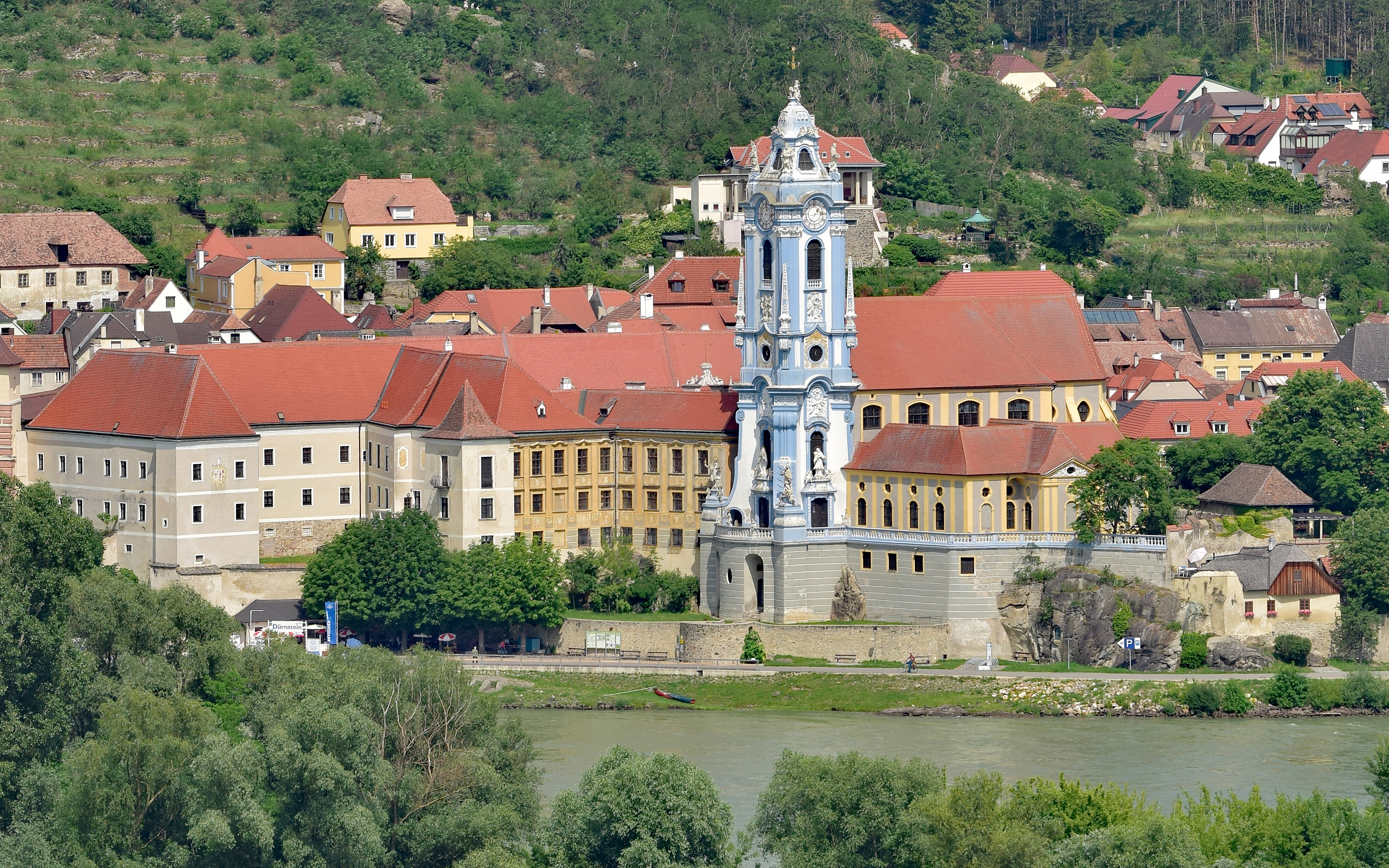
Церква в Дюрнштайні

У Середньовіччя долина Вахау перебувала під владою Кюнрінґів, які володіли замками Аггштайн (південніше Дунаю) і Дюрнштайн (на північ від Дунаю), а також мали славу грабіжників судів. Замки Кюнрінґів перебували на вершинах важкодоступних гір по берегах Дунаю. При цьому судна, що пропливали по Дунаю, зазнавали нападів Кюнрінґів. Згодом Кюнрінґи були розбиті, а їхні фортеці перетворилися на руїни, які можна відвідати й сьогодні.
З часом правління Кюнрінгів пов'язана також легенда ув'язнення в Дюрнштайн англійського короля Річарда Левине Серце. Правдивість цієї легенди, проте, невелика, Річард швидше за все був у в'язниці у Відні.

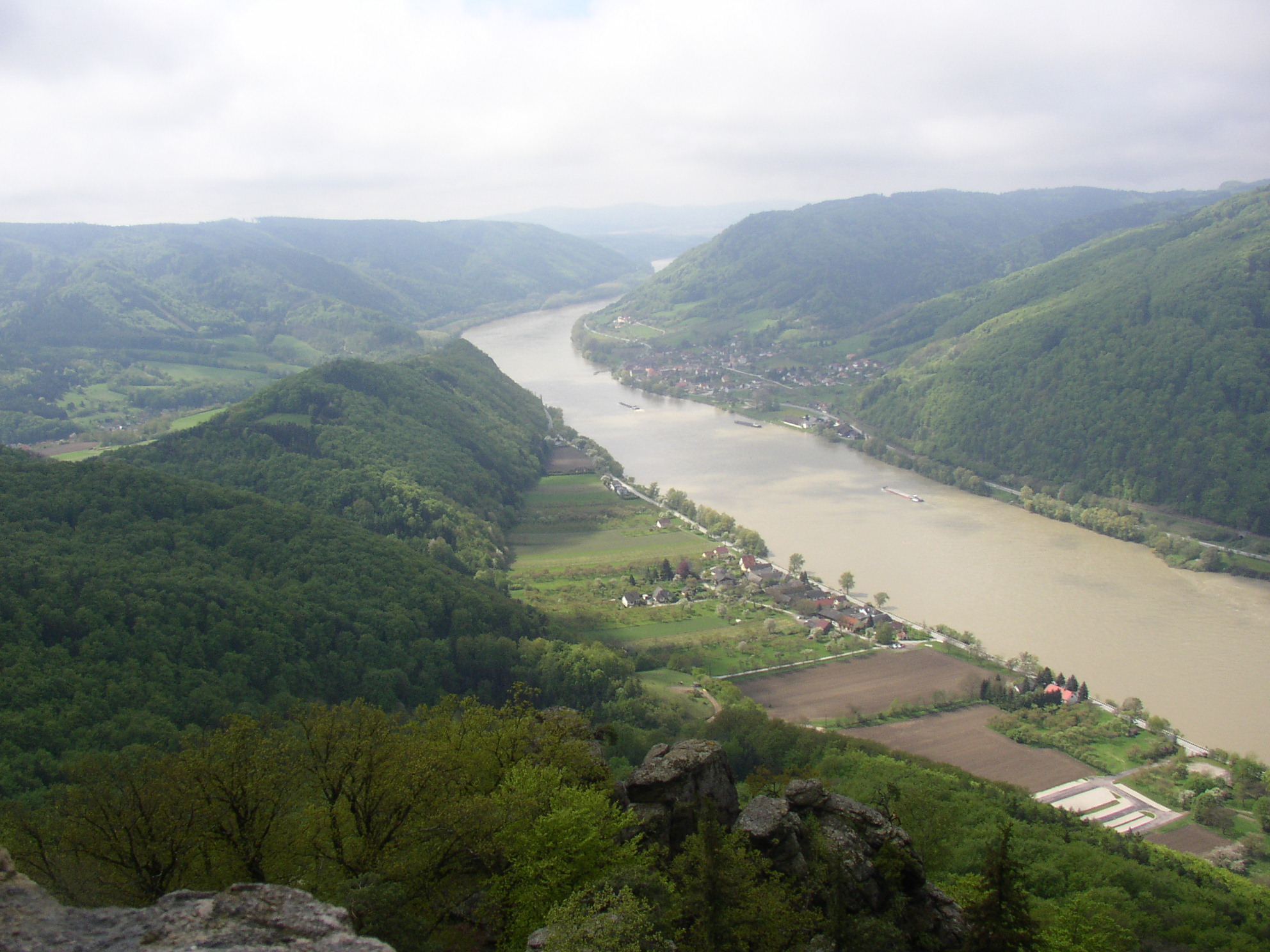
Вахау на захід від руїн фортеці Аггштайн

До визначних пам'яток долини Вахау відноситься також і найстаріша в долині церква Святого Михайла, яка слугувала укріпленням проти турецької армії.
Наприкінці XIX століття долина набуває у жителів Відня завдяки живописцям-художникам все більшу популярність як місце відпочинку. Другий пік розвитку туризму припадає на період після Другої світової війни, який багато в чому був викликаний продукцією австрійського кінематографу.
На початку 1970-х років були плани спорудити в долині ГЕС із метою збільшення вироблених обсягів електроенергії та поліпшення водного сполучення. Однак цим планам завадили протести населення Вахау, і в 1982 році проект був остаточно відхилений. У 2006 році рукава Дунаю, покликані раніше слугувати ГЕС, були знову направлені в Дунай. Нині в долині існує робоча група, що займається питаннями з боротьби проти спорудження в регіоні ГЕС. Група координується зі свого офісу у Шпітці та представляє інтереси 13 громад долини, а також цілої низки неурядових організацій та інших спонсорів і друзів регіону.

## Відображення в культурі
Пісня з рефреном «Прокинься, німецьке Вахау!» (нім. Wach auf, deutsche Wachau!) поета Х. Геґера і композитора Г. Штрекера була написана в 1938 році на честь аншлюсу (приєднання Австрії до нацистської Німеччини).

## Геологія
Геологічна форма долини річки складається в основному з кристалічних порід, що перемежовуються з третинними і четвертинними відкладами в ширшій течії долини, а також у Шпіцер Грабені. Формування землі в долині продиктовано відкладеннями глини та мулу навколо Вайсенкірхена та на початку ділянки Вахау. Головною притокою, яка зливається з Дунаєм у Вахау на його лівому березі, є Шпіцер Грабен, який, як стверджується, є «частиною первісного Дунаю». Під час третинного періоду течія цієї річки проходила на захід від Вахау, на її північному кордоні. Течія річки, яку зараз видно, веде від Шпіца і далі. Річка протікає по слабкій зоні розломів на південній межі Богемського масиву